# 2008-as Honda Grand Prix of St. Petersburg
A 2008-as Honda Grand Prix of St. Petersburg a második verseny a  2008-as IndyCar Series szezonban, a versenyt 2008. április 6-án rendezték meg az 1,8 mérföldes (2,9 km) utcai pályán St. Petersburg-ban.  A versenytávot két órásra szabták ki, mert esett az eső. A versenyt Graham Rahal nyerte rögtön a legelső IndyCar Series futamán, az első Homestead-Miami Speedway-en rendezett versenyt kihagyta mert az autója megsérült egy tesztbalesetben.
A 19 éves és 93 napos Rahal a legfiatalabb győztes lett az Amerikai nyíltkerekes versenyzés történetében Marco Andretti rekordját megdöntve, aki 19 évesen és 167 naposan nyert a 2006-os Sonoma-i futamon. Rahal a negyedik versenyző aki legelső IndyCar Series futamát meg tudta nyerni Buzz Calkins, Juan Pablo Montoya és Scott Dixon után.

## Rajtfelállás
| Rajtsor | Belső ív | Belső ív          | Külső ív | Külső ív          |
| ------- | -------- | ----------------- | -------- | ----------------- |
| 1       | 11       | Tony Kanaan       | 8        | Will Power        |
| 2       | 02       | Justin Wilson     | 3        | Hélio Castroneves |
| 3       | 6        | Ryan Briscoe      | 17       | Ryan Hunter-Reay  |
| 4       | 5        | Oriol Servià      | 10       | Dan Wheldon       |
| 5       | 06       | Graham Rahal      | 34       | Franck Perera     |
| 6       | 14       | Darren Manning    | 26       | Marco Andretti    |
| 7       | 9        | Scott Dixon       | 27       | Hideki Mutoh      |
| 8       | 33       | E.J. Viso         | 15       | Buddy Rice        |
| 9       | 4        | Vitor Meira       | 36       | Enrique Bernoldi  |
| 10      | 7        | Danica Patrick    | 24       | Jay Howard        |
| 11      | 20       | Ed Carpenter      | 19       | Mario Moraes      |
| 12      | 23       | Townsend Bell     | 2        | A.J. Foyt IV      |
| 13      | 18       | Bruno Junqueira** |          |                   |

- ** A verseny előtt nem sokkal úgy döntöttek, hogy Marty Roth rajtengedélyét visszavonják és nem állhat rajthoz a futamon, ezért Bruno Junqueira a 26. hely helyett a 25. helyről indulhat.

## Futam
| Pozíció | #  | Versenyző         | Csapat                     | Futott kör | Idő/Kiesés oka | Rajthely | Élen | Pont |
| ------- | -- | ----------------- | -------------------------- | ---------- | -------------- | -------- | ---- | ---- |
| 1.      | 06 | Graham Rahal      | Newman/Haas/Lanigan Racing | 83         | 2:00:43.5562   | 9        | 19   | 53   |
| 2.      | 3  | Hélio Castroneves | Team Penske                | 83         | +3,5192        | 4        | 0    | 40   |
| 3.      | 11 | Tony Kanaan       | Andretti Green Racing      | 83         | +5,5134        | 1        | 15   | 35   |
| 4.      | 33 | E. J. Viso        | HVM Racing                 | 83         | +8,8575        | 15       | 12   | 32   |
| 5.      | 36 | Enrique Bernoldi  | Conquest Racing            | 83         | +9,6360        | 18       | 3    | 30   |
| 6.      | 27 | Hideki Mutoh      | Andretti Green Racing      | 83         | +10,0071       | 14       | 0    | 28   |
| 7.      | 5  | Oriol Servià      | KV Racing Technology       | 83         | +11,2871       | 7        | 0    | 26   |
| 8.      | 8  | Will Power        | KV Racing                  | 83         | +12,8493       | 2        | 0    | 24   |
| 9.      | 02 | Justin Wilson     | Newman/Haas/Lanigan Racing | 83         | +14,3598       | 3        | 18   | 22   |
| 10.     | 7  | Danica Patrick    | Andretti Green Racing      | 83         | +16,7298       | 19       | 0    | 20   |
| 11.     | 2  | A. J. Foyt IV     | Vision Racing              | 83         | +20,8319       | 24       | 0    | 19   |
| 12.     | 10 | Dan Wheldon       | Target Chip Ganassi        | 83         | +24,7800       | 8        | 0    | 18   |
| 13.     | 14 | Darren Manning    | A.J. Foyt Enterprises      | 83         | +45,8601       | 11       | 0    | 17   |
| 14.     | 24 | Jay Howard        | Roth Racing                | 82         | + 1 Kör        | 20       | 0    | 16   |
| 15.     | 15 | Buddy Rice        | Dreyer & Reinbold Racing   | 82         | + 1 Kör        | 16       | 0    | 15   |
| 16.     | 19 | Mario Moraes      | Dale Coyne Racing          | 82         | + 1 Kör        | 22       | 0    | 14   |
| 17.     | 17 | Ryan Hunter-Reay  | Rahal Letterman Racing     | 81         | + 2 Kör        | 6        | 4    | 13   |
| 18.     | 20 | Ed Carpenter      | Vision Racing              | 80         | Baleset        | 21       | 0    | 12   |
| 19.     | 4  | Vitor Meira       | Panther Racing             | 75         | Ütközés        | 17       | 1    | 12   |
| 20.     | 34 | Franck Perera     | Conquest Racing            | 75         | Ütközés        | 10       | 0    | 12   |
| 21.     | 23 | Townsend Bell     | Dreyer & Reinbold Racing   | 75         | Ütközés        | 23       | 0    | 12   |
| 22.     | 9  | Scott Dixon       | Target Chip Ganassi        | 74         | Műszaki hiba   | 13       | 0    | 12   |
| 23.     | 6  | Ryan Briscoe      | Team Penske                | 56         | Baleset        | 5        | 11   | 12   |
| 24.     | 18 | Bruno Junqueira   | Dale Coyne Racing          | 44         | Műszaki hiba   | 25       | 0    | 12   |
| 25.     | 26 | Marco Andretti    | Andretti Green Racing      | 41         | Műszaki hiba   | 12       | 0    | 10   |
| 26.     | 25 | Marty Roth        | Roth Racing                | 0          | Nem indult     | 26       | 0    | 5    |